# Marea (We've Lost Dancing)
Singles de Fred Again et The Blessed Madonna
'Gang'
(2020) 'Dermot (See Yourself in My Eyes)'
(2021)
Marea (We've Lost Dancing) est une chanson de Fred Again et The Blessed Madonna (prénom Marea), sortie le 22 février 2021 chez Again. et Atlantic Records UK.

## Contexte et sortie
La chanson est créée par Fred Again à la suite d'une conversation avec The Blessed Madonna. Les paroles sont créées en échantillonnant les paroles de The Blessed Madonna. Elle est sortie sur Atlantic Records le 22 février 2021.
En mars 2021, Fred Again annonce son premier album solo, Actual Life (April 14 – December 17 2020), qui comprend cette chanson.

## Paroles et composition
La chanson décrit la perte de la danse et des discothèques pendant la pandémie de COVID-19, mais attend également avec impatience son retour.

## Remix
En juin 2021, la chanson est remixée par Diplo.

## Autres médias
La chanson est présentée dans le film de comédie noire satirique Sans filtre de Ruben Östlund de 2022.